# Chelisochidae
Chelisochidae är en familj av tvestjärtar. Chelisochidae ingår i överfamiljen Forficuloidea, ordningen tvestjärtar, klassen egentliga insekter, fylumet leddjur och riket djur. Enligt Catalogue of Life omfattar familjen Chelisochidae 2 arter. 
Kladogram enligt Catalogue of Life:
| Chelisochidae | \| \| Chelisoches \| \| \| \| \| \| Hamaxas \| \| \| \| |
|               | \| \| Chelisoches \| \| \| \| \| \| Hamaxas \| \| \| \| |
|               | hjärtfottvestjärtar                                     |
|               |                                                         |
|               | Labiidae                                                |
|               |                                                         |
|               | Chelisoches                                             |
|               |                                                         |
|               | Hamaxas                                                 |
|               |                                                         |

|  | Chelisoches |
|  |             |
|  | Hamaxas     |
|  |             |